# الأحد (ذمار)
الأحد هي إحدى قرى الجمهورية اليمنية. وهي تتبع جغرافيًا لمحافظة ذمار. وإداريًا لمديرية وصاب السافل. يبلغ تعداد سكانها 3121 نسمة حسب الإحصاء الذي أجري عام 2004.